# Yukhari Khojamsagli
Yukhari Khojamsagli est un village de la région de Qubadli en Azerbaïdjan.

## Histoire
Le nom ancien du village était Terjur.
En 1993-2020, Yukhari Khojamsagli était sous le contrôle des forces armées arméniennes. En 2020, le village de Yukhari Khojamsagli a été restitué sous le contrôle de l'Azerbaïdjan.